# Lionel Mathis
Lionel Mathis (Montreuil, 4 ottobre 1981) è un ex calciatore francese, di ruolo centrocampista.

## Palmarès

### Club

#### Competizioni giovanili
- Coppa Gambardella: 1

Auxerre: 1999

#### Competizioni nazionali
- Coppa di Francia: 4

Auxerre: 2003, 2005
Guingamp: 2009, 2014

### Nazionale
- Campionato europeo di calcio Under-18: 1

Germania 2000

### Individuale
- Trophées UNFP du football: 1

Miglior giovane della Division 1: 2003